# Osewo (Varmia y Masuria)
Osewo [pronunciación en polaco: /ɔˈsɛvɔ/] (alemán Wossau) es un asentamiento en el distrito administrativo de Gmina Kętrzyn, dentro de Kętrzyn Condado, Voivodato de Varmia y Masuria, en el norte de Polonia. Se encuentra aproximadamente 10 kilómetros al este de Kętrzyn y 74 kilómetros al noreste de la capital regional, Olsztyn.
Hasta 1945 el área era parte de Alemania (Prusia Oriental).